# Grupa iminowa
Grupa iminowa – grupa funkcyjna w chemii organicznej o ogólnym wzorze >C=N−R, występująca w iminach i ich pochodnych.